# Lee Arenberg
Lee Arenberg (18 de julio de 1962) es un actor estadounidense. Es más conocido por su papel secundario como el pirata Pintel, amigo inseparable de Ragetti (interpretado por Mackenzie Crook), en la saga de Piratas del Caribe, actuando en la trilogía completa: Pirates of the Caribbean: The Curse of the Black Pearl (2003), Pirates of the Caribbean: Dead Man's Chest (2006) y Piratas del Caribe: en el fin del mundo (2007), junto con actores de renombre como Johnny Depp, Orlando Bloom, Keira Knightley, Geoffrey Rush, Bill Nighy, Stellan Skarsgard, Chow Yun-Fat y Jack Davenport, entre otros.
Lee Arenberg no actúa en Pirates of the Caribbean: On Stranger Tides (2011) ni en Piratas del Caribe: La venganza de Salazar (2017).
En 1990 protagonizó el capítulo 7 de la segunda temporada de Tales from the Crypt, titulado "From Cryin' Out Loud".
En 1998 apareció brevemente en Charmed, en la primera parte del último capítulo (doble) de la quinta temporada, titulado "¡Oh, mis diosas! parte 1".
En 2003 apareció brevemente en Friends, en el décimo capítulo de la quinta temporada, titulado "El de la hermana inapropiada".
Entre 2011 y 2018 interpretó el papel recurrente de Soñador/Gruñón/Leroy en la serie Once Upon a Time.